# جوزيف جيبس (لاعب كريكت)
جوزيف جيبس (بالإنجليزية: Joseph Gibbs)‏ (25 نوفمبر 1867 - 13 مايو 1899) هو لاعب كريكت بريطاني (وحمل سابقاً جنسية المملكة المتحدة لبريطانيا العظمى وأيرلندا). لعب مع نادي مقاطعة سومرست للكريكت ‏ ونادي مارليبون للكريكت ‏.

## وصلات خارجية
- جوزيف جيبس على موقع إي آس بي آن كريك إنفو (الإنجليزية)